# François Gall
François Gall, născut Ferenc Gáll, (n. 22 martie 1912, Cluj – d. 12 decembrie 1987, Paris) a fost un pictor impresionist originar din Transilvania, stabilit la Paris.

## Studiile
A fost elev al lui Aurel Popp. În perioada 1929-1933 s-a alăturat Școlii de la Baia Mare.